# アイオリスの人々
『アイオリスの人々』（仏: Les Éolides）FWV.43は、セザール・フランクが作曲した交響詩である。

## 概要
1875年の夏頃からスケッチを開始し、9月28日に作曲に着手、1876年の6月7日に完成された。初期の1847年に完成したとされる『人、山の上で聞きしこと』に続くフランク2作目の交響詩である。詩人ルコント・ド・リールの『古代詩集』に含まれる「アイオリスの人々」からヒントを得て作曲された。
初演は1877年の5月13日(7日とも)に、国民音楽協会の演奏会で、エドゥアール・コロンヌの指揮によって行われ、好評を博したと伝えられる。

## 楽器編成
- 木管
  - フルート 2
  - オーボエ 2
  - クラリネット2
  - ファゴット 2
- 金管
  - ホルン 4
  - トランペット 2
- 打楽器
  - ティンパニ1対
  - 懸垂シンバル
- ハープ
- 弦五部
  - 第1ヴァイオリン
  - 第2ヴァイオリン
  - ヴィオラ
  - チェロ
  - コントラバス

## 構成
次の全5部から構成される。
1. Allegretto vivo
2. un poco più lento
3. Tempo I
4. un poco più lento
5. Tempo del inizio

弦による序奏を経て主題提示部に入り、第2主題は序奏の動機に基づいており、展開部は第1主題が発展する形でクライマックスとなる。そして再現部を経たのち、コーダで静かに閉じられる。

## 演奏時間
約11分。